# Lago Gaberoun
Lago Gaberoun (en árabe: قبر عون, también escrito con las variantes ortográficas: Gaber Awhn, Gabr Awhn, y Gabraun) es un oasis con un gran lago situado en los distritos de Wadi Al Hayaa  y Sabha en la región de Fezzan del Sahara libio, en el suroeste del país africano de Libia.
Un campamento turístico rudimentario se encuentra en la costa noreste, incluyendo un patio abierto, cabañas para dormir y una tienda de recuerdos (atendido por tuaregs) en el invierno. El lago es muy salado, la natación puede ser agradable a pesar de los crustáceos de agua salada. Los mosquitos son abundantes, sobre todo en verano. El período de octubre a mayo se considera el mejor momento para visitarlo porque el clima es más suave.